# Ordine del Lavoro (Ungheria)
Ordine del lavoro (in ungherese Munka Érdemrend) è un'onorificenza della Repubblica Popolare d'Ungheria e degli altri paesi aderenti al patto di Varsavia ed era il massimo riconoscimento attribuito per i risultati ottenuti nel lavoro.

## Storia
L'Ordine del Lavoro è stato istituito dal Parlamento ungherese il 25 febbraio 1948 per commemorare la riuscita attuazione del piano triennale di sviluppo economico per il paese nel dopoguerra.
I criteri per l'assegnazione dell'Ordine del Lavoro erano i meriti nello sviluppo dell'industria, dell'agricoltura, della cultura e della sfera sociale.
Divisa in tre classi: oro, argento e bronzo ad ogni classe venne associato un premio in denaro: oro 5000 fiorini, argento 3000 fiorini e bronzo 1500 fiorini.
Già nel 1950 furono apportate modifiche allo statuto dell'ordine, nel 1953 e nel 1985 il design dell'ordine subì modifiche significative.